# Café Tortoni

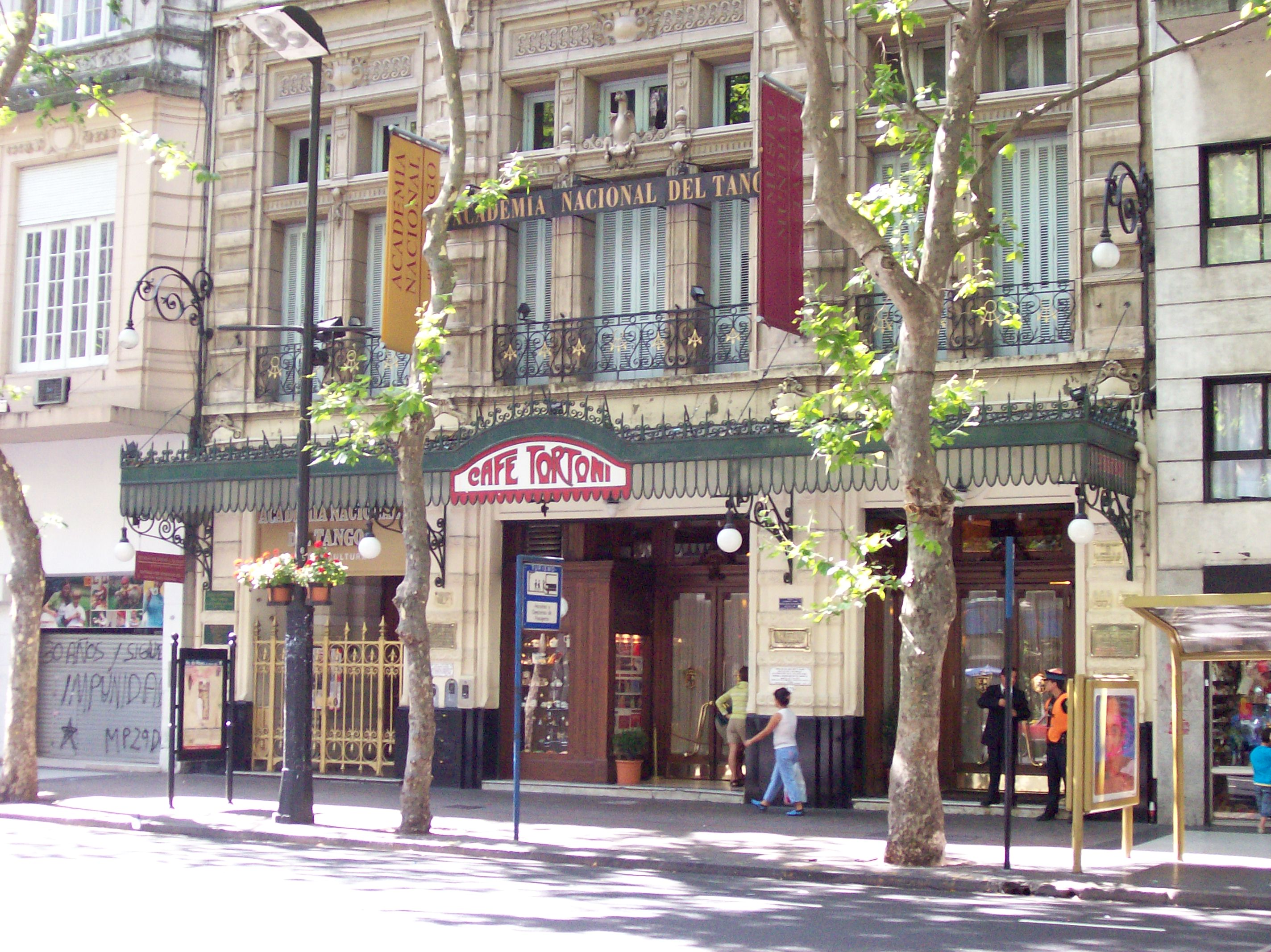
Frente sobre la Avenida de Mayo.

El Café Tortoni, ubicado en el 825 de la Avenida de Mayo, es un establecimiento comercial histórico de la Ciudad de Buenos Aires, Argentina. Su nombre casi sin dudas procede del que fuera a fines del siglo XIX el célebre Café Tortoni de París. Durante casi un siglo el Café Tortoni porteño-argentino es el más representativo del espíritu tradicional de la Avenida de Mayo, y es ya una leyenda de la ciudad de Buenos Aires. En tal café funcionó la peña literaria de mayor predicamento de Buenos Aires, liderada por el pintor Benito Quinquela Martín.
En la actualidad sigue siendo un lugar de difusión cultural y turístico por excelencia.

A pesar de la lluvia yo he salido
a tomar un café. Estoy sentado
bajo el toldo tirante y empapado
de este viejo Tortoni conocido.
Baldomero Fernández Moreno.

## Bar notable
Este bar pertenece al selecto grupo de bares notables de la Ciudad de Buenos Aires, grupo que reúne a los bares y cafés más representativos de la ciudad y está oficialmente apoyado por programas del Gobierno de la Ciudad de Buenos Aires.

## El origen

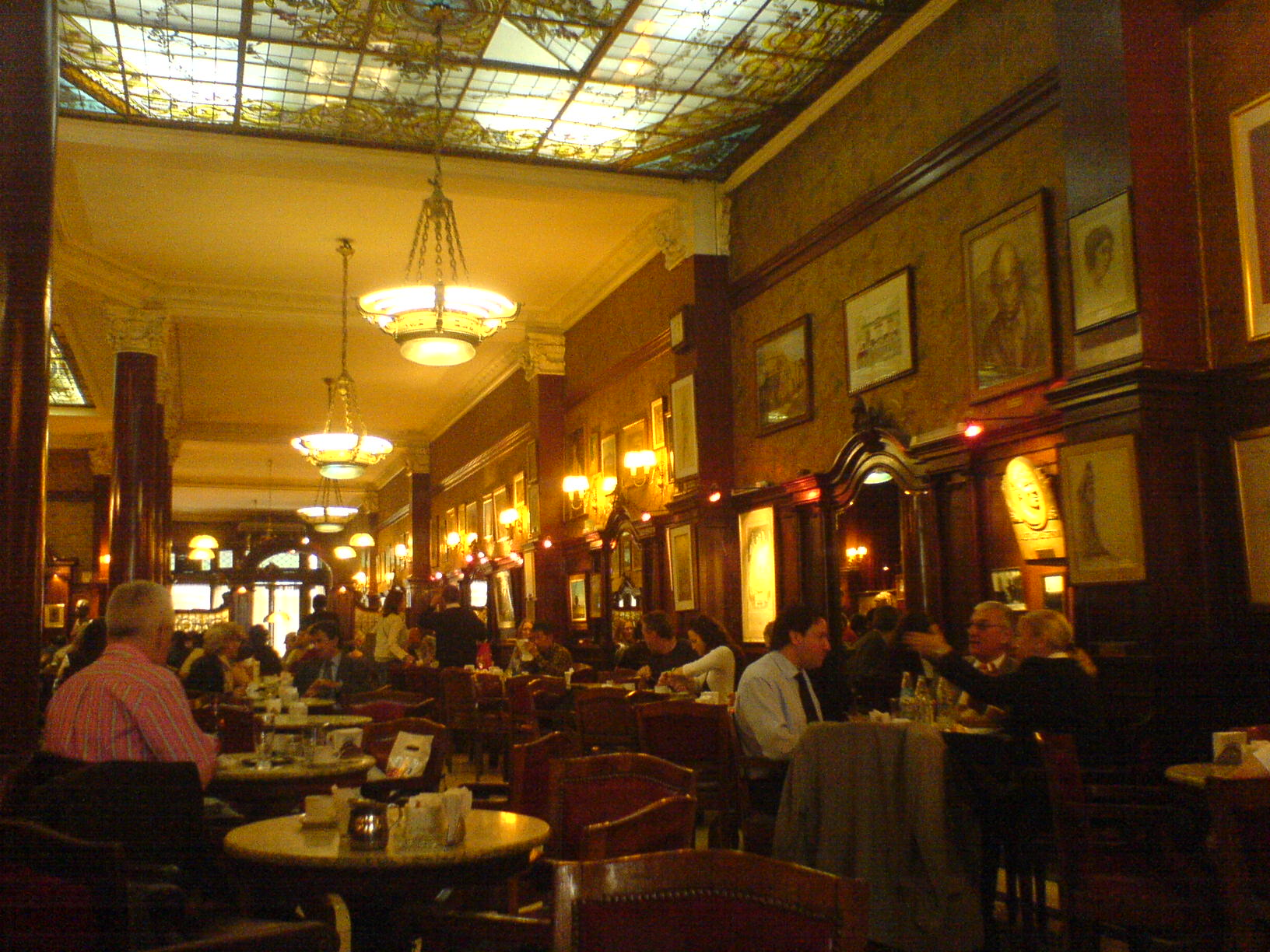
Interior del tradicional Café Tortoni.

Se sabe que fue inaugurado en 1858, pero existen dos versiones respecto del porqué de su nombre: una de ellas dice que un inmigrante francés de apellido Touan lo estableció en la esquina de Rivadavia y Esmeralda, nombrándolo Tortoni dado que así se llamaba un establecimiento del Boulevard des Italiens donde se reunía la elite de la cultura parisina del siglo XIX. Es llamativo que el escritor francés Stendhal menciona en su novela Rojo y negro, de 1830, la existencia de un café Tortoni en París.  La otra versión afirma que fue un tal Oreste Tortoni quien habría establecido el café sobre la calle Defensa al 200. Uno de los últimos dueños del Tortoni, el señor Fanego, está a favor de la primera versión y afirma que la segunda nació de un error en un artículo aparecido en un folleto publicitario de uno de los proveedores, en el que se nombraba al tal Oreste Tortoni. Sin embargo Enrique Puccia, historiador de Buenos Aires, descubrió que efectivamente existió una guía de la ciudad donde aparece el Café Tortoni en Defensa al 200.  No obstante, el Gran Mapa Mercantil de la Ciudad de Buenos Aires, editado en 1870 por Rodolfo Kratzenstein, lo ubica en Rivadavia y Esmeralda con Monsieur Touan como propietario.

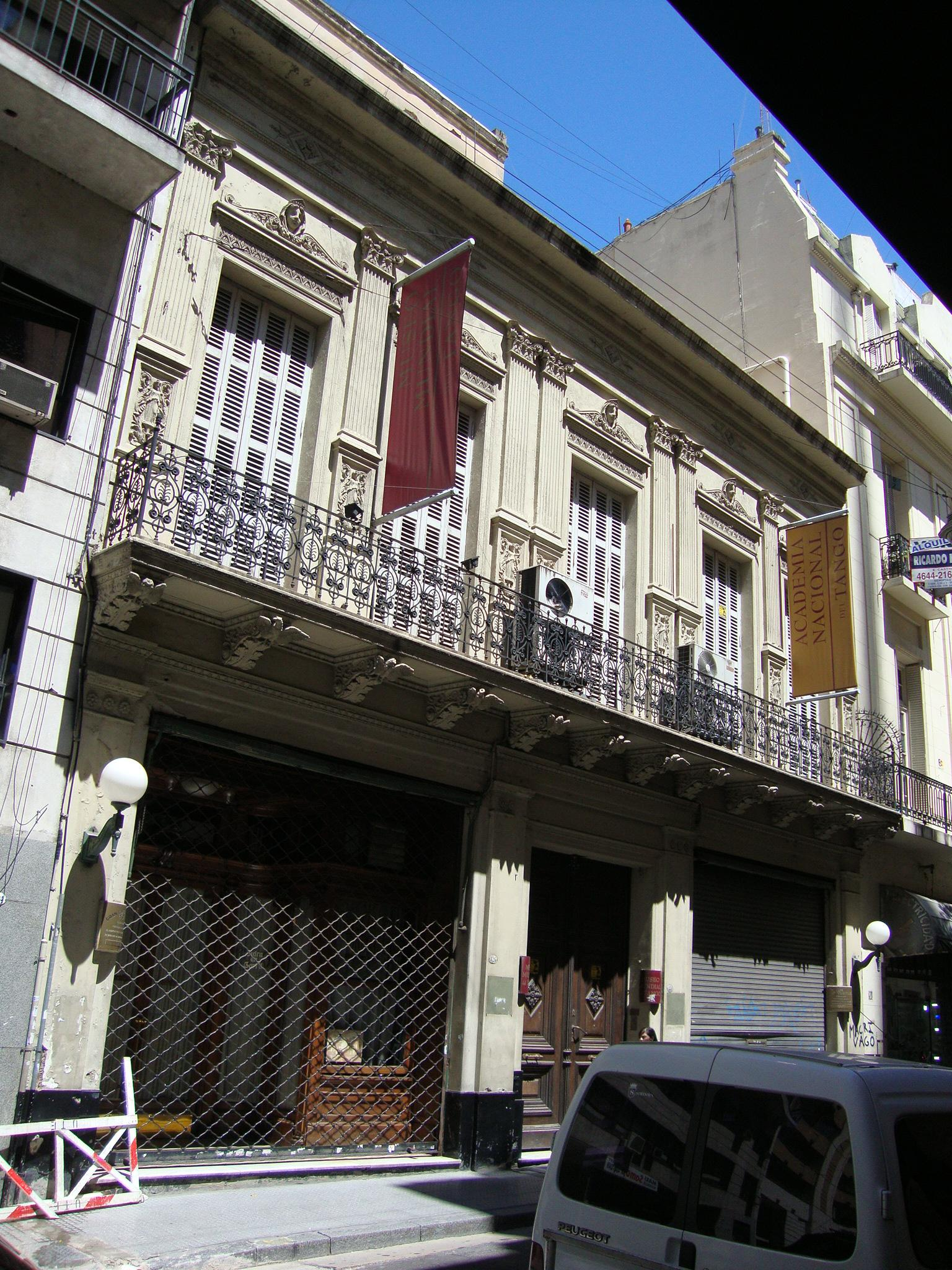
Frente sobre la calle Rivadavia.

Lo cierto es que en 1880 fue trasladado a su lugar actual: la planta baja de la residencia de Saturnino Unzué en la calle Rivadavia. Era una casa de estilo italianizante, con planta baja y la vivienda en el piso superior, y su fachada se conserva en la actualidad, muy deteriorada. El fondo de la construcción era lindero con el Templo Escocés de Buenos Aires, ubicado sobre la calle Piedras y construido hacia 1830.
En 1882, el intendente Torcuato de Alvear concibió el proyecto de construcción de un gran boulevard al estilo de los creados por el Barón Haussmann en París. La futura vía recibió el nombre de Avenida de Mayo en 1885, y su apertura comenzó en 1888, avanzando entre las calles Rivadavia y Victoria (hoy Hipólito Yrigoyen) y demoliendo las antiguas construcciones que se encontraban en su camino, entre ellas el Templo Escocés.

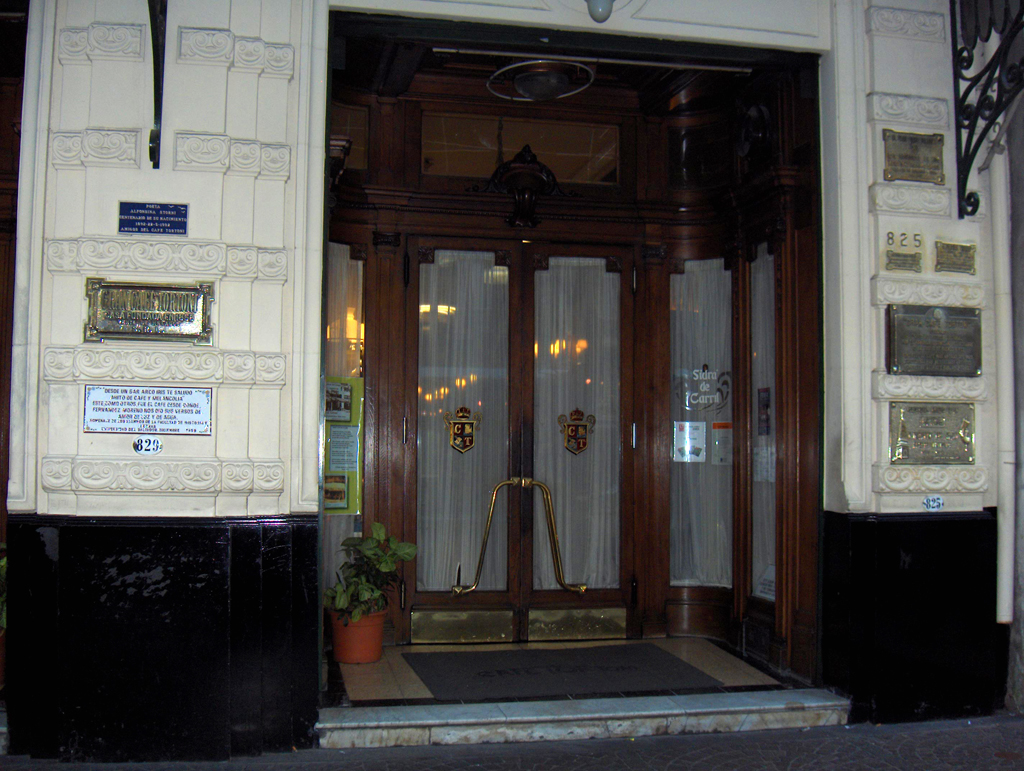
Detalle de la entrada.

La casa de la familia Unzué fue afectada por la creación de la avenida y perdió el fondo de su terreno aunque, en vez de demolerse completamente, se la conservó y se le construyó una nueva y más lujosa fachada con salida hacia la nueva vía. La nueva parte de la residencia, proyectada por el arquitecto noruego Alejandro Christophersen en estilo academicista francés, terminó de construirse en 1898 y cuenta con planta baja y dos pisos. La vieja entrada del café por la calle Rivadavia siguió existiendo como puerta trasera de acceso al sector de billar. En la actualidad se encuentra cerrada de forma permanente.
A finales del siglo XIX el café es comprado por otro francés, Celestino Curutchet, que habitaba en los altos del café.

## La Bodega

### La Peña del Tortoni

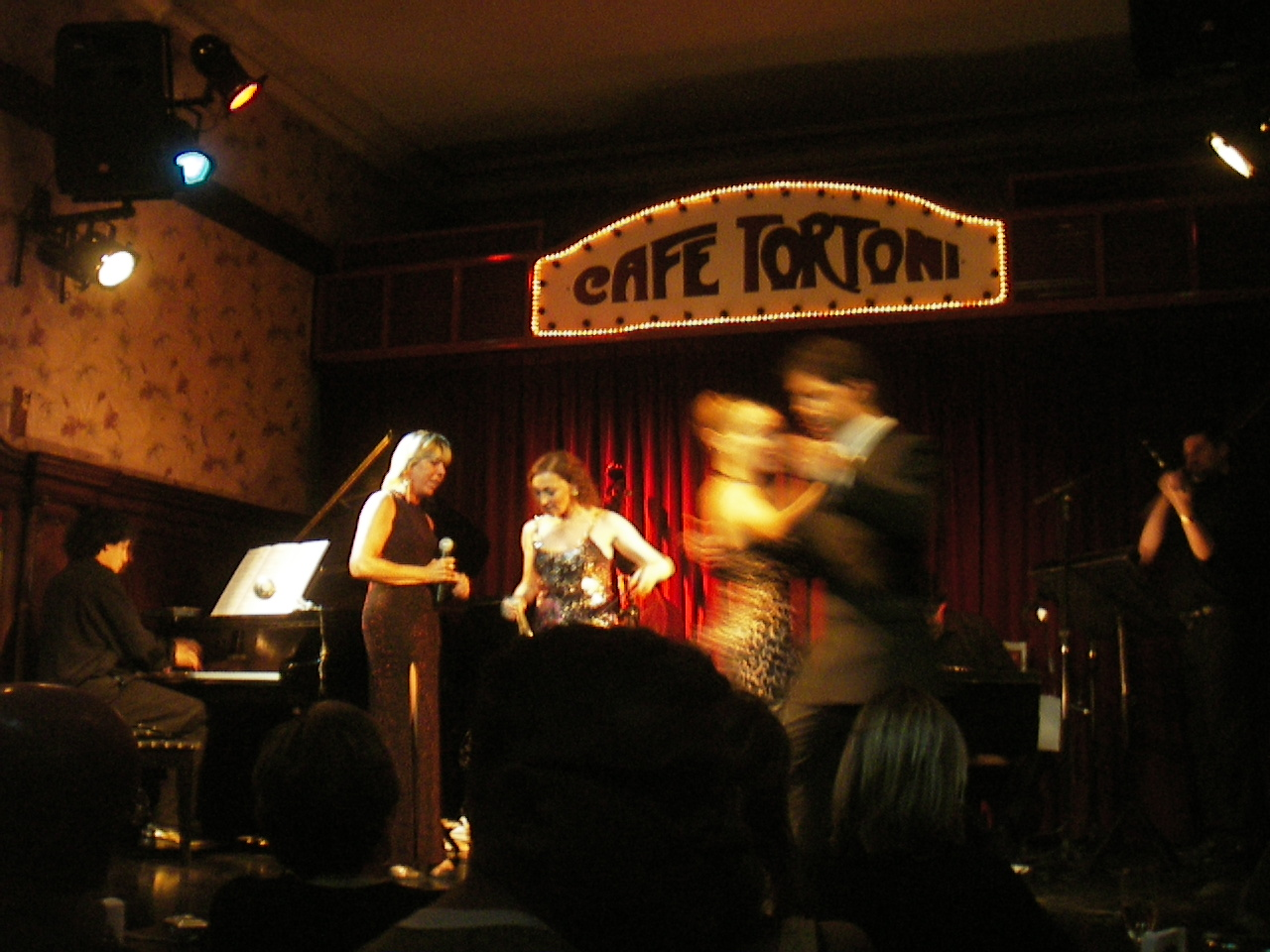
Tango en el Tortoni.

En el café funcionó "La Peña", inaugurada en 1926, que fomentó la protección de las artes y las letras hasta su desaparición en 1943, y que era capitaneada por Benito Quinquela Martín.
Fue una idea que Quinquela Martín adquirió en un viaje por Francia y decidió poner en práctica en su país, donde amigos y colegas que disfrutaban de la buena conversación no disponían de un espacio adecuado para reunirse. Esta peña había nacido en el café La Cosechera (calle Perú y Avenida de Mayo) y se trasladó luego a las mesas del Tortoni. Como con el tiempo el lugar quedó chico, Curutchet ofreció la bodega de vinos para que pudieran reunirse con más comodidad y trasladó la vinería a otro lugar. Así la sede de la peña, llamada Agrupación Gente de Artes y Letras, se inauguró el 24 de mayo de 1926 y realizó tareas de difusión cultural mediante conciertos, recitales, conferencias, y debates.
Entre los asistentes se encontraban, entre otros, Alfonsina Storni, Baldomero Fernández Moreno, Juana de Ibarbourou, Arthur Rubinstein, Conrado Nalé Roxlo, Antonio Bermúdez Franco , Ricardo Viñes, Roberto Arlt, José Ortega y Gasset, Jorge Luis Borges y Florencio Molina Campos. Las mesas vieron pasar figuras de la política como Lisandro de la Torre, Ernesto Palacio y Marcelo Torcuato de Alvear; figuras populares como Carlos Gardel (quien cantó una vez un tango en homenaje al autor italiano Luigi Pirandello, que acababa de dar una conferencia en La Bodega) y Juan Manuel Fangio; prestigiosas figuras internacionales como Albert Einstein y Federico García Lorca; y jefes de Estado como Juan Carlos de Borbón.
Cuando la agrupación cerró en 1943, se aprovechó lo recaudado por la venta de los muebles (entre ellos un piano Steinway en el que tocaron Arthur Rubinstein, Alejandro Brailowsky, Lía Cimaglia Espinosa y Héctor Panizza) para obtener el granito con el que Luis Perlotti realizó el monumento a Alfonsina Storni en Mar del Plata, comprar amoblamiento para el recreo en el Tigre donde muriera Leopoldo Lugones y erigir un monumento a la memoria de Fernando Fader en Mendoza.

## La Peña deEl Escarabajo de Oro

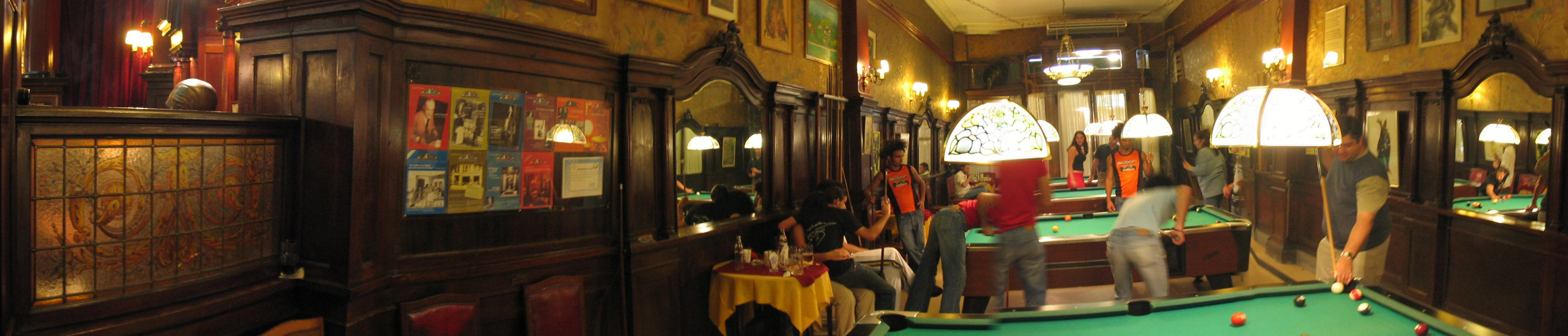
Panorámica de la parte trasera del Café Tortoni.

Entre 1962 y 1974, un grupo de escritores (la mayoría jóvenes) se reunió en el café cada viernes en torno a figuras algo mayores como los escritores Abelardo Castillo y Humberto Constantini. Los integrantes más constantes de esa peña fueron los narradores Liliana Heker, Isidoro Blaisten, Ricardo Piglia, Arnaldo Liberman, Miguel Briante, Vicente Battista, Jorge Di Paola y Ramón Plaza y el poeta Horacio Salas. 
En esas reuniones en el Tortoni se concretaron tres revistas emblemáticas –El grillo de papel, El escarabajo de oro y El ornitorrinco– que fueron decisivas en la dinámica literaria e intelectual argentina de aquellos años.
Los encuentros se realizaban en la parte de atrás del Tortoni, en la actual sala Eladia Blázquez.

## La mesa de Gardel

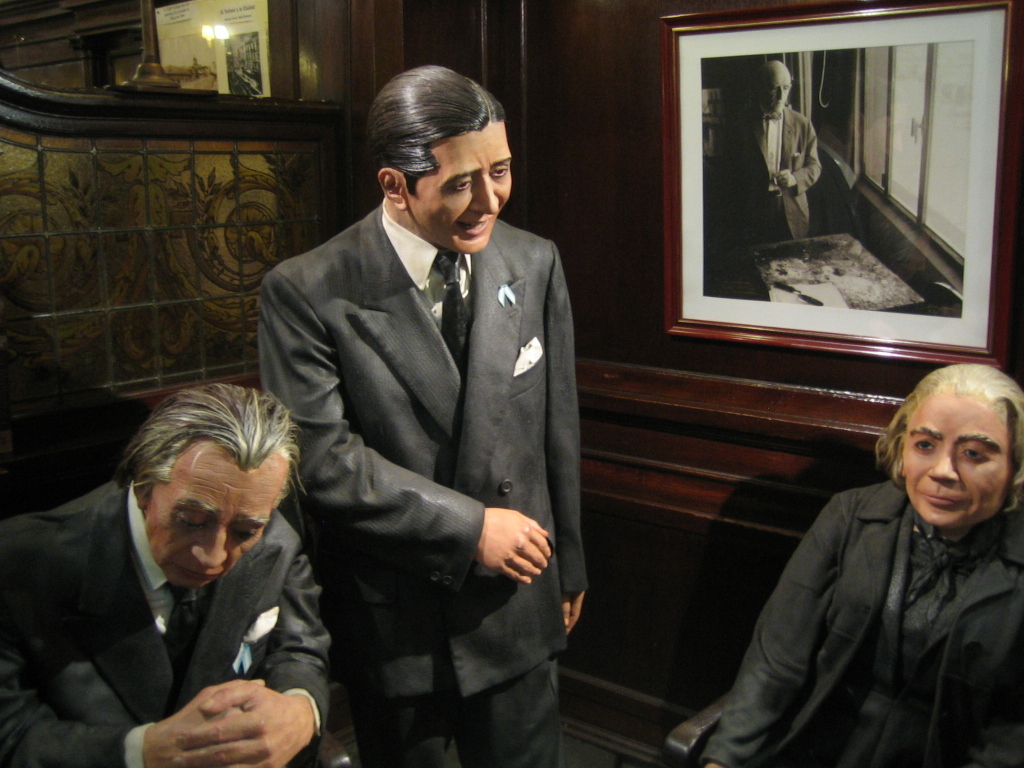
Figuras de Jorge Luis Borges, Carlos Gardel y Alfonsina Storni (en ese orden), los tres concurrieron alguna vez al café.

Carlos Gardel, además de cantar dos veces en el café, fue durante un tiempo habitué del lugar. Solía ocupar –según testimonio de Enrique Cadícamo– la mesa del costado derecho junto a la ventana entrando por Rivadavia, donde podía reunirse con amigos sin ser abordado por sus admiradores.

## Actualidad
Actualmente el propietario del café es el Touring Club Argentino. La sala "La Bodega", en el subsuelo, es escenario de diferentes artistas de tango y jazz. En este último rubro, es destacable la permanencia de la Fénix Jazz Band, conjunto argentino de jazz tradicional que actúa todos los sábados, desde 1978. También se realizan presentaciones de libros y concursos de poesía. El café conserva la decoración de sus primeros años y la salida por la calle Rivadavia. Tiene además una biblioteca y, al fondo, mesas de billar y salones para jugar al dominó y a los dados.
Durante varios años, el programa de radio La venganza será terrible, conducido por Alejandro Dolina, se transmitió en vivo desde la bodega del Café Tortoni con presencia de público. Luego de la tragedia ocurrida en República Cromañón en diciembre de 2004, se decidió trasladar las transmisiones a un ambiente más amplio y seguro: el Hotel Bauen.

## Café Tortoni en el tango
El Café Tortoni es recordado en el tango Viejo Tortoni, con letra de Héctor Negro y música de Eladia Blázquez, que ha sido cantado por Susana Rinaldi:

Se me hace que el palco llovizna recuerdos,
que allá en la avenida se asoman, tal vez,
bohemios de antaño y que están volviendo
quellos baluartes del viejo café.

Tortoni de ahora te habita aquel tiempo.
Historia que vive en tu muda pared.
Y un eco cercano de voces que fueron,
se acoda en las mesas, cordial habitué...
(Héctor Negro)